# Roland Bauer (Romanist)
Roland Bauer (* 2. April 1959 in Linz) ist ein österreichischer Romanist.

## Leben
Roland Bauer wurde am 2. April 1959 in Linz geboren. Im Jahr 1977 legte er am Akademischen Gymnasium Linz die Matura ab, sodann studierte er von 1977 bis 1981 Romanistik und Geographie an der Universität Salzburg. 1981 bis 1982 war er Assistant de langue allemande am staatlichen Gymnasium in Lyon. Ab 1982 folgte ein Lehramtsstudium der Romanistik (Französisch und Italienisch) an der Universität Salzburg, das er 1984 als Magister der Philosophie abschloss. 1984 bis 1987 war er Vertragsassistent am Institut für Romanistik der Universität Salzburg. 1987/88 absolvierte er beim Arbeiter-Samariter-Bund Salzburg den  Zivildienst. 1988 bis 1993 war er Projekt- bzw. Vertragsassistent am Institut für Romanistik der Universität Salzburg (Drittmittelprojekt Sprachatlas ALD-I). 1994 bis 2001 war er Universitätsassistent am Institut für Romanistik der Universität Salzburg. Im Jahr 1997 hatte er mit Auszeichnung sein Doktoratsstudium mit dem akademischen Grad Dr. phil. abgeschlossen. In den Jahren 2000 bis 2003 hatte er die Leitung beim FWF-Projekt „Dialektometrische Analyse des ALD-I“. 2001 bis 2004 war er Assistenzprofessor am Institut für Romanistik der Universität Salzburg. 2004 erfolgte die Habilitation und Verleihung der venia docendi als Universitätsdozent für Romanische Philologie (Sprachwissenschaft). Ab 1. Oktober 2004 war Roland Bauer außerordentlicher Universitätsprofessor im Fachbereich Romanistik der Universität Salzburg. Am 1. Oktober 2023 trat er seinen Ruhestand an.
Forschungsschwerpunkte von Roland Bauer sind Geolinguistik/Dialektologie, Dialektometrie/quantitative bzw. computerunterstützte Linguistik (Französisch; Italienisch, Lombardisch, Venedisch; Rätoromanisch; Sizilianisch) sowie Soziolinguistik und Sprachgeschichte (Französisch, Frankoprovenzalisch, Italienisch, Piemontesisch; Rätoromanisch).

## Auszeichnungen und Ehrungen
- 1998: Kardinal-Innitzer-Förderungspreis für Geisteswissenschaften[3]
- 2012: Ehrenpreis – Premio d’Onore „Caterina de Cia Bellati Canal“[3]
- 2024: Festschrift für Roland Bauer zum 65. Geburtstag[4]

## Schriften (Auswahl)

### Monografien
- Sprachsoziologische Studien zu Geschichte und Gegenwart der Mehrsprachigkeit im Aostatal. 2 Bände. Dissertation. Institut für Romanistik, Salzburg 1997.
- Dialektometrische Einsichten. Sprachklassifikatorische Oberflächenmuster und Tiefenstrukturen im lombardo-venedischen Dialektraum und in der Rätoromania. Istitut Ladin „Micurá de Rü“, San Martin de Tor 2009, ISBN 978-88-8171-086-7.
- Wie ladinisch ist „Ladin Dolomitan“? Zum innerlinguistischen Naheverhältnis zwischen Standardsprache und Talschaftsdialekten. Istitut Ladin Micurá de Rü, San Martin de Tor 2012.
- Die „Grammatica storica dell’italiano“ von Pavao Tekavčić. Errata et corrigenda. de Gruyter, Berlin et al. 2012.

### Als Herausgeber
- mit Harald Fröhlich und Dieter Kattenbusch (Hrsg.): Varietas delectat. Vermischte Beiträge zur Lust an romanischer Dialektologie ergänzt um Anmerkungen aus verwandten Disziplinen. Egert, Wilhelmsfeld 1993, ISBN 3-926972-31-9.
- mit Hans Göbl und Edgar Haimerl (Hrsg.): ALD-I: Sprachatlas des Dolomitenladinischen und angrenzender Dialekte. 4 Kartenbände; 3 Indexbände. Reichert, Wiesbaden 1998, ISBN 3-89500-071-X.
- Mit Thomas Krefeld (Hrsg.): Lo spazio comunicativo dell’Italia e delle varietà italiane. München 2018–2023, Korpus im Text. Band 7.
- mit Werner Pescosta (Hrsg.): Ladinia. Revista scientifica dl Istitut Ladin Micurá de Rü. 47. 2023.

### Beiträge zu Zeitschriften und Sammelwerken
- Anglizismen im Französischen, am Beispiel fachsprachlicher Akronyme aus Werbetexten französischer EDV-Firmen. In: Fachsprache 12 (1990), S. 36–50.
- Parlons a bit du bit – Les acronymes dans le français de l’informatique. In: Terminologie et Traduction. 2. 1990, S. 171–193.
- Volksgruppen in Europa – Freiheit in Vielfalt. In: Europa Ethnica. 47/4, 1990, S. 195–200.
- Die Sprachlandschaft Friaul-Julisch Venetien. In: Neues von Dante (Zeitschrift der Società Dante Alighieri Salzburg). 10/2. 2006, S. 16–17.
- Die Position des Rätoromanischen und seine Beziehungen zum Deutschen, Französischen und Italienischen. In: Linguistica. 50. 2010, S. 7–26.
- Die „Grammatica storica dell’italiano“ von Pavao Tekavčić. Errata et Corrigenda. In: Zeitschrift für romanische Philologie. 128/1. 2012, S. 71–87.
- L’élaboration du Ladin Dolomitan et l’apport de la dialectométrie, in: Actes de la Conférence annuelle sur l’activité scientifique du Centre d’Études Francoprovençales. La géolinguistique dans les Alpes au XXIe siècle: méthodes, défis et perspective. Aoste 2014, S. 53–73.